# Джонатан Франзен
Джонатан Франзен (на английски: Jonathan Franzen) е американски писател.

## Биография и творчество
Роден е в Уестърн Спрингс, предградие на Чикаго, Илинойс, израства в предградията на Сейнт Луис, Мисури. Завършва Swarthmore College. Следва немска филология в Германия. Живее в Манхатън, Ню Йорк, пише за списание Ню Йоркър. Един от успешните американски писатели в първото десетилетие на XXI век.
През 2017 г. Джонатан Франзен е удостоен с швейцарската литературна награда „Франк Ширмахер“.

### Серия „Семейство Хилдебранд“ (The Key to All Mythologies)
1. Crossroads (2021)
Кръстопътища, изд.: „Сиела“, София (2023), прев. Владимир Молев, ISBN 978-954-28-4507-2

Други
- 2002 How to Be Alone – есета
- 2006 The Discomfort Zone – мемоари
- 2012 Farther Away – есета
- 2013 The Kraus Project – анотирана антология от текстове на Карл Краус